# Cg'ose Ntcox'o
Cg'ose Ntcox'o (ou Xhose Noxo ou « Cgoise »), née vers 1950 et morte en 2013, est une peintre et lithographe botswanaise.
Illettrée et membre d'une tribu bochimane, elle est connue pour avoir produit une œuvre qui a décoré une queue d'avion de la British Airways.

## Biographie
Cg'ose Ntcox'o naît à Tsootsha, dans le district de Ghanzi au Botswana vers 1950. Provenant de la tribu bochimane de Ncoakhe, elle parle le naro,,.
Elle est membre du Kuru Art Project, qui fait partie du Kuru Development Trust (KDT), depuis 1992. Ses œuvres représentent principalement le travail quotidien des femmes, comme la collecte dans les velds et la fabrication d'objets. Ses personnages, au profil arrondi, célèbrent l'abondance du désert après une grosse pluie. Elle inclut aussi des oiseaux dans des compositions dont l'arrière-plan est parfois abstrait.

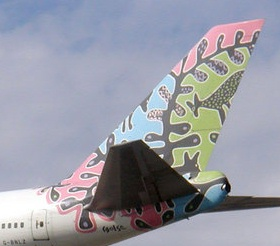
Un avion de la British Airways décoré d'une œuvre de Cg'ose Ntcox'o.

Grâce au KDT, Ntcox'o expose dans plusieurs galeries dans le monde dans les années 1990, et plus particulièrement à Londres,. Après y avoir acheté l'une des œuvres, aux motifs ethniques — des hyènes et des arbres —, British Airways décide de l’utiliser pour décorer l'un des ailerons de ses lignes « Monde » en 1996. En 1997, une représentante de la compagnie va voir l'artiste au Botswana pour lui faire signer un contrat. L'artiste étant illettrée, la représentante lui demande simplement de faire une croix sur un bout de papier, car, selon elle, « après tout, l'artiste est illettrée... elle n'a pas besoin d'argent ». Ainsi, Ntcox'o reçoit la moitié du prix du tableau (12 000 pula, environ 3 800 £), l'autre moitié allant à la KDT, qui avait organisé la vente. À cette époque, son mari est atteint de tuberculose et sa fille, au chômage, est responsable du soutien d'une famille nombreuse. Elle utilise l'argent pour acheter sept vaches, construire une cabanne au bord du désert du Kalahari et donne le reste à sa famille,. Cependant, lorsque Cg'ose Ntcox'o découvre en 1998 que son œuvre est utilisée pour décorer plusieurs avions et qu'elle a abandonné ses droits d'auteur lors de la signature du contrat, elle est en colère et demande une rétribution supplémentaire pour l'utilisation de son art, n'ayant jamais été informée de son utilisation. British Airways défend un contrat légal, et l'artiste est officiellement réputée avoir légalement transféré ses droits, mais « il n'y a aucun doute qu'elle a été volée », selon les observateurs, suivant une procédure courante de contournement de droit d'auteur,.
Par ailleurs, l'œuvre est accueillie froidement au Royaume-Uni, l'ancienne première ministre Margaret Thatcher déclarant « Nous arborons le drapeau britannique et non ces horribles choses que vous mettez sur la queue. »
En 1999, le Tamarind Institute d'Albuquerque, au Nouveau-Mexique (États-Unis) organise à l'initiative de New Mexico Arts et du KDT un échange culturel entre quatre artistes bochimanes parlant le naro — dont Cg'ose Ntcox'o — et quatre Pueblos, des Indiens de la région. Ils échangent des histoires et réalisent chacun deux lithographies représentant une interprétation colorée et variée sur la thématique folklorique populaire des fripons, en lien direct ou indirect avec ses histoires,,.
Sa fille unique meurt la même année ; dévastée, la production artistique de Ntcox'o chute de façon importante. Son mari meurt à son tour en 2003, et la communauté s'occupe d'elle jusqu'à ce qu'une autre artiste bochimane, Coex'ae Qgam, la prenne en charge,.
En 2004, son travail est utilisé sur un timbre-poste émis par le Botswana, dans un ensemble de quatre timbres représentant des œuvres d'artistes contemporains.
Coex'ae Qgam meurt en 2008, et Ntcox'o se retrouve seule. Elle déménage à plusieurs reprises chez des amis ou des parents, et finalement l'artiste Qgocgae Cao la prend en charge jusqu'à sa mort d'un arrêt cardiaque le 6 octobre 2013,.

## Conservation
- Portland Museum of Art (en)[2],[11]
- Hôtel de ville et bâtiment du County Government (en) d'Albuquerque[2]

## Reconnaissance
- Prix d'honneur du président du Botswana, pour sa contribution aux arts[9]